# Blue Jean
Blue Jean is een nummer van de Britse muzikant David Bowie en de zesde track van zijn zestiende studioalbum Tonight uit 1984. Op 10 september dat jaar werd het nummer in Europa, Australië en Nieuw-Zeeland als de eerste single van het album uitgebracht. Op 1 december dat jaar volgden de VS, Canada en Japan.

## Achtergrond
De plaat werd een wereldwijde top 10-hit. In de VS werd de 8e positie behaald in de Billboard Hot 100. In Canada werd de 5e positie bereikt, Australië de 12e, Nieuw-Zeeland de 7e, Zweden de 5e, Duitsland de 21e, Ierland de 3e en in Bowie's thuisland het Verenigd Koninkrijk de 6e positie in de UK Singles Chart.
In Nederland werd de plaat door dj Frits Spits en producer-invaller Tom Blomberg regelmatig gedraaid in het NOS radioprogramma De Avondspits op Hilversum 3 en werd een hit in de destijds drie landelijke hitlijsten op de nationale publieke popzender. De plaat bereikte de 10e positie in zowel de Nationale Hitparade als de Nederlandse Top 40 en piekte op een 9e positie in de TROS Top 50. In de Europese hitlijst op Hilversum 3, de TROS Europarade, werd de 5e positie behaald.
In België bereikte de plaat de 3e positie in de Vlaamse Radio 2 Top 30 en de 4e positie in de voorloper van de Vlaamse Ultratop 50. In Wallonië werd géén notering behaald.
De plaat is losjes geïnspireerd door Eddie Cochran.
In de sinds december 1999 jaarlijks uitgezonden NPO Radio 2 Top 2000 van de Nederlandse publieke radiozender NPO Radio 2 stond de plaat uitlsluitend in 2016 (jaar van Bowie's overlijden) in de lijst genoteerd op een 1875e positie.

## Geschiedenis
Na de successen van Bowies voorgaande album Let's Dance, de singles van het album en de bijgaande Serious Moonlight Tour, bracht hij "Blue Jean" uit met een korte film van 21 minuten getiteld Jazzin' for Blue Jean, geregisseerd door Julien Temple. Het deel in de video waarin Bowie het nummer opvoert, wordt ook gebruikt als een meer conventionele videoclip. Tijdens de Grammy Awards 1984 kreeg de film de prijs voor "beste korte video". Het nummer bleef de rest van Bowies carrière deel uitmaken van zijn concertrepertoire.
In een interview in 1987, waarin Bowie werd gevraagd om een nummer als "Time Will Crawl" (van zijn volgende album Never Let Me Down) te vergelijken met "Blue Jean", zei hij dat het nummer "een seksistisch stuk rock 'n roll is. Het gaat over het oppakken van vrouwen. Dat stuk heeft niet echt veel herseninhoud."

## Tracklijst
7" single-versie
1. "Blue Jean" (Bowie) - 3:08
2. "Dancing with the Big Boys" (Bowie/Iggy Pop/Carlos Alomar) - 3:32

12" maxi-versie
1. "Blue Jean" (Extended Dance Mix) (Bowie) - 5:15
2. "Dancing with the Big Boys" (Extended Dance Mix) (Bowie/Pop/Alomar) - 7:28
3. "Dancing with the Big Boys" (Extended Dub Mix) (Bowie/Pop/Alomar) - 7:15

## Muzikanten
- David Bowie: zang
- Carlos Alomar: gitaar
- Carmine Rojas: basgitaar, keyboards
- Omar Hakim: drums
- Lenny Pickett: tenorsaxofoon, basklarinet
- Stanley Harrison: altsaxofoon
- Steve Elson: baritonsaxofoon
- Guy St. Onge: marimba
- Sammy Figueroa: percussie

## Hitnoteringen

### Nederlandse Top 40
| Hitnotering: 22-09-1984 t/m 10-11-1984 | Hitnotering: 22-09-1984 t/m 10-11-1984 | Hitnotering: 22-09-1984 t/m 10-11-1984 | Hitnotering: 22-09-1984 t/m 10-11-1984 | Hitnotering: 22-09-1984 t/m 10-11-1984 | Hitnotering: 22-09-1984 t/m 10-11-1984 | Hitnotering: 22-09-1984 t/m 10-11-1984 | Hitnotering: 22-09-1984 t/m 10-11-1984 | Hitnotering: 22-09-1984 t/m 10-11-1984 | Hitnotering: 22-09-1984 t/m 10-11-1984 |
| Week:                                  | 1                                      | 2                                      | 3                                      | 4                                      | 5                                      | 6                                      | 7                                      | 8                                      |                                        |
| -------------------------------------- | -------------------------------------- | -------------------------------------- | -------------------------------------- | -------------------------------------- | -------------------------------------- | -------------------------------------- | -------------------------------------- | -------------------------------------- | -------------------------------------- |
| Positie:                               | 28                                     | 19                                     | 12                                     | 10                                     | 10                                     | 13                                     | 20                                     | 33                                     | uit                                    |

### Nationale Hitparade
| Hitnotering: 29-09-1984 t/m 10-11-1984 | Hitnotering: 29-09-1984 t/m 10-11-1984 | Hitnotering: 29-09-1984 t/m 10-11-1984 | Hitnotering: 29-09-1984 t/m 10-11-1984 | Hitnotering: 29-09-1984 t/m 10-11-1984 | Hitnotering: 29-09-1984 t/m 10-11-1984 | Hitnotering: 29-09-1984 t/m 10-11-1984 | Hitnotering: 29-09-1984 t/m 10-11-1984 | Hitnotering: 29-09-1984 t/m 10-11-1984 |
| Week:                                  | 1                                      | 2                                      | 3                                      | 4                                      | 5                                      | 6                                      | 7                                      |                                        |
| -------------------------------------- | -------------------------------------- | -------------------------------------- | -------------------------------------- | -------------------------------------- | -------------------------------------- | -------------------------------------- | -------------------------------------- | -------------------------------------- |
| Positie:                               | 19                                     | 12                                     | 10                                     | 11                                     | 14                                     | 29                                     | 41                                     | uit                                    |

### TROS Top 50
Hitnotering: 20-08-1984 t/m 08-11-1984. Hoogste notering: #9 (1 week).

### TROS Europarade
Hitnotering: 08-10-1984 t/m 19-11-1984. Hoogste notering: #5 (1 week).

### NPO Radio 2 Top 2000
Blue Jean stond alleen in 2016 in de NPO Radio 2 Top 2000, op plek 1875.